# Fokker F.VIII
Фоккер F.VIII (нидерл. Fokker F.VIII), также F.8 — пассажирский самолёт фирмы Fokker.

## История

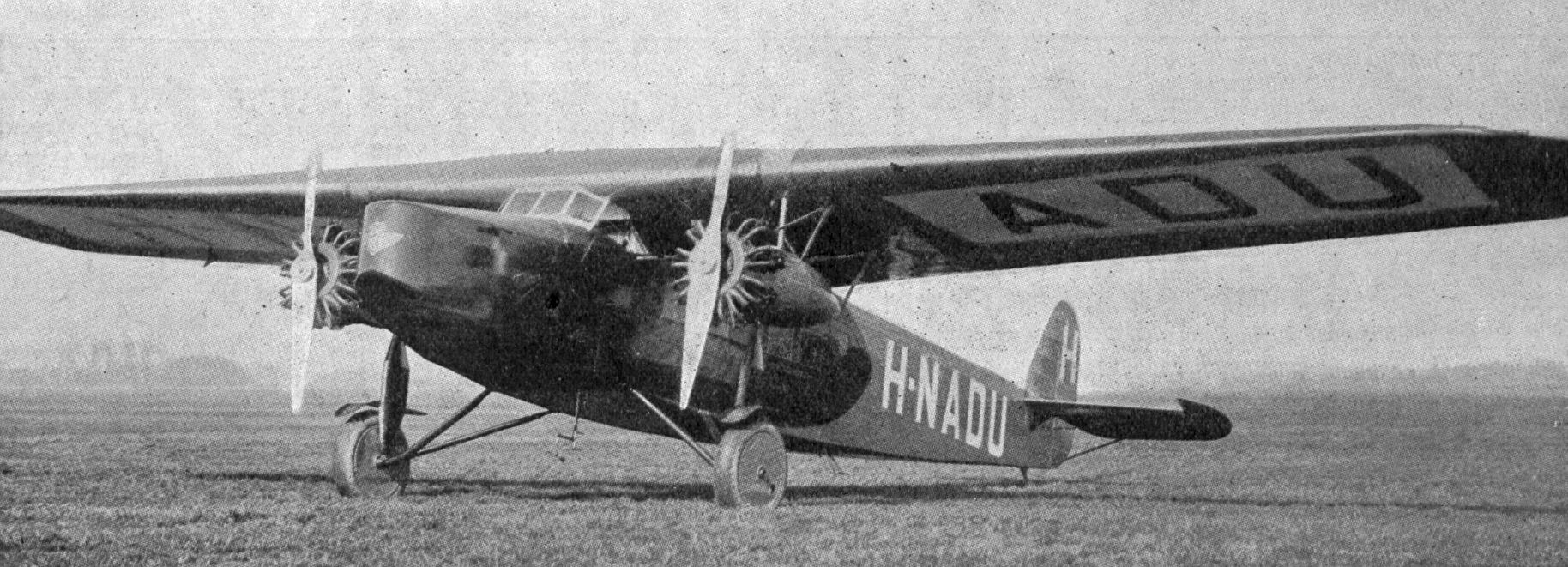
Прототип H-NADU, фото из журнала L'Aéronautique за август 1927 года.

Самолёт Разработан в 1926-27 годах конструктором Райнхольдом Платцем по заказу голландской авиакомпании KLM, которой требовались авиалайнеры с большей пассажировместимостью, чем эксплуатировавшиеся в то время модификации F.VII.
Конструкция F.VIII смешанная: фюзеляж и хвостовая часть представляли собой сварной стальной каркас, обшитый фанерой (мультиплекс), парусиной и дюралюминием, а силовой набор крыла был полностью деревянным, обтянутым фанерой. Подобное сочетание стало стандартным для последующих моделей Fokker, и в результате появился один из их типичных свободнонесущих высокопланов.
F.VIII стал первым двухмоторным авиалайнером фирмы Fokker, что стало отражением увеличения мощности лёгких звездообразных двигателей того времени. У всех их предыдущих моделей один из двигателей находился в носовой части, и его отсутствие в F.VIII привело к меньшей нагрузке на фюзеляж из-за улучшившегося обтекания его потоками воздуха и снизившемуся уровню вибрации, пагубно влиявшему на пассажиров. Высвободившееся место в носу было выделено под багажный отсек.
На первом самолете использовались радиальные моторы Gnôme Rhône Jupiter IV (480 л.с. / 358 кВт), лицензионные Bristol Jupiter, выпущенные Гном-Рон, установленные под крыльями на стойках и без капота . Первый полёт прототипа H-NADU состоялся 12 марта 1927. Позже на нём установили более мощные Gnôme Rhône Jupiter VI.
Позже самолёты KLM были модернизированы, на них ставились 525-сильные (391 кВт) Pratt & Whitney T1D1, с кольцами Тауненда и капотом, выдвинутые по сравнению с "Юпитерами" дальше вперёд.

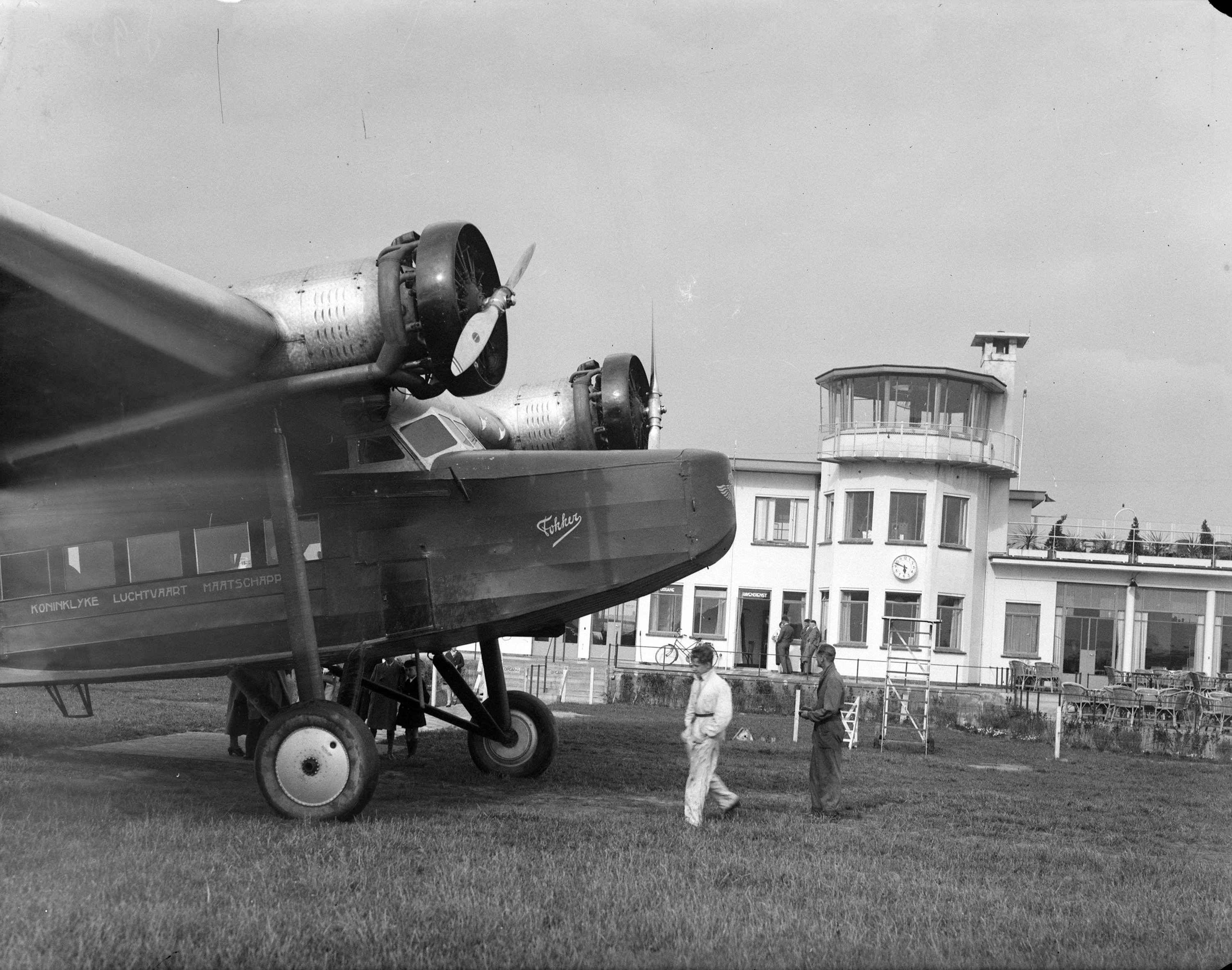
F.VIII компании KLM с двигателями Wright Cyclone. Аэродром Эйндховен, 1935 год.

Один из F.VIII (PH-AEH, позже PH-OTO), использовался для изучения аэродинамических эффектов от установки двигателей внутри крыла, а не под ним. Были опасения, что такое расположение, ставшее стандартным для более поздних винтовых самолётов, серьезно нарушит воздушный поток над верхним крылом. В 1933 году на этот самолёт установили Wright Cyclone R-1820-F2 (F/R1826, 790 д.с / 589 кВт) с кольцами Тауненда. Его максимальная скорость достигла 285,5 км/ч.
Стандартный салон вмещал 15 пассажиров по трое в ряд, но позднее KLM остановилась на более комфортном 12-местном варианте, что на тот момент было хорошо принято публикой.
Также на базе F.VIII были созданы проекты поплавкового гидросамолёта F.VIII-W, трёхмоторной модификации F.VIII/3m и двухмоторной с двигателями P&W Wasp Model 118, но ни один из них не был реализован.
Всего было построено 11 самолетов F.VIII, в том числе 3 по лицензии в Венгрии на будапештском заводе Manfréd Weiss.

## Применение

### Нидерланды
Первый из семи самолётов H-NADU был получен компанией KLM 24 июня 1927 года. За ним последовали ещё шесть, с/н 5041-5046 (H-NAEF — H-NAEI). В начале-середине 1930-х годов номенклатура регистрационных номеров авиатехники несколько изменилась (например, H-NAEF стал PH-AEF). Примерно в то же время самолёты компании были доработаны в сторону увеличения комфорта, ограничив их вместимость до 10-12, что, однако, вызвало падение доходов и вызвало у KLM стремление избавиться хотя бы от нескольких машин.
В 1934 году Швеции был продан аэроплан с кодом "G", а в 1937 году Великобритании — "F" и "I". В конце того же года "D" был сначала передан вест-индскому отделению KLM, а затем, после работы там в 1938 году — продан правительству Венесуэлы. Борт 5045 H-NAEH (PH-AEH) в 1936 году сменил номер на оригинальный "PH-OTO" и, кроме обзорных полётов, был занят преимущественно аэрофотосъёмкой. Во время Второй мировой войны, формально оставаясь в собственности компании, он был передан в состав ВВС Нидерландов и 10 мая 1940 уничтожен на аэродроме Ваальхавен во время немецкой бомбардировки.

### Венгрия

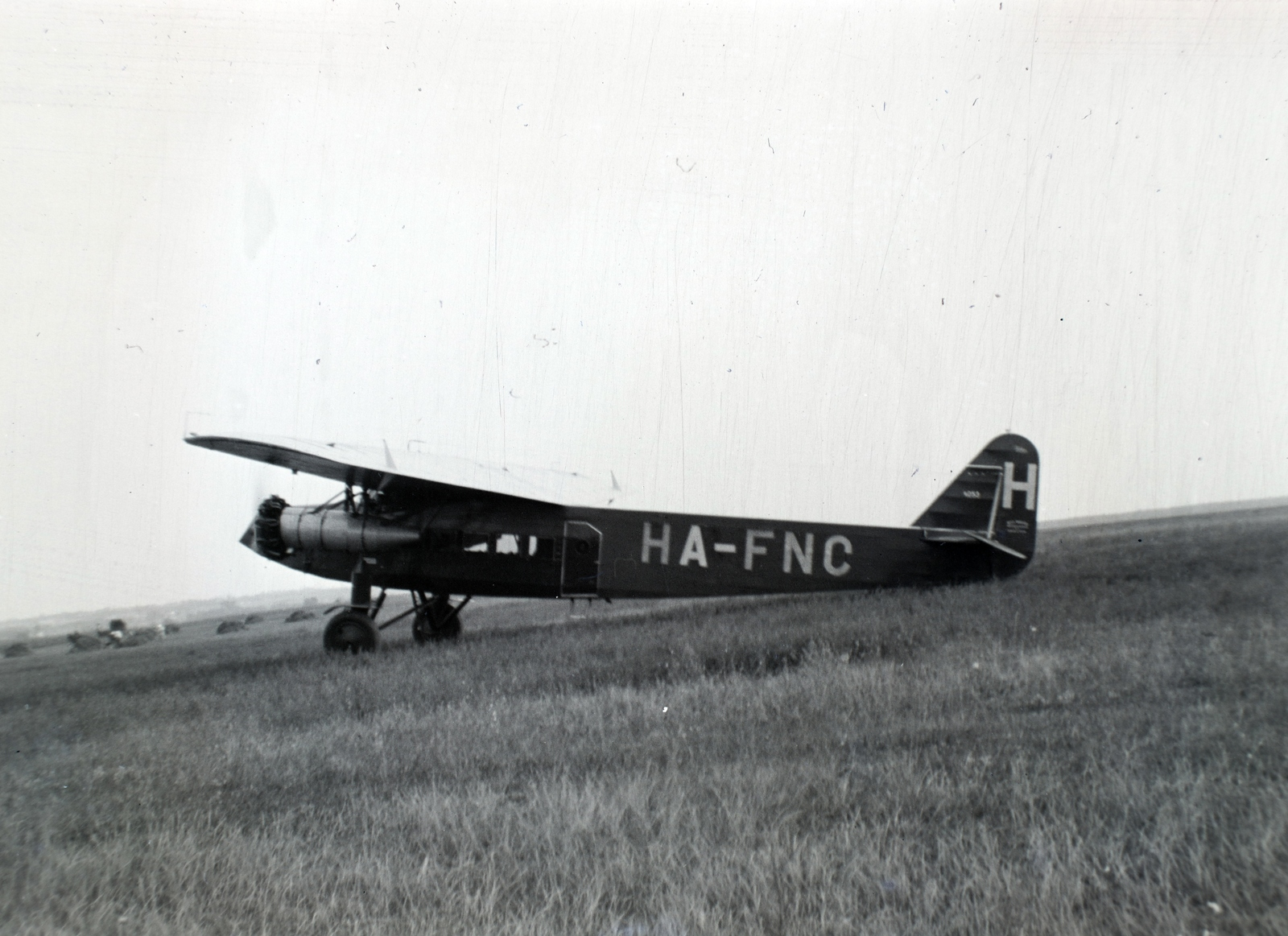
Венгерский HA-FNC компании Malert, 1937 год.

Венгерская компания Malert в 1928 году купила один самолет (с/н 5079, H-MFNA / HA-FNA) и построила еще три (##4052-54, H....B, C и D) по лицензии на заводе Manfréd Weiss, все с двигателями Gnome-Rhône Jupiter 9A. Они использовались на коротких маршрутах компании. В 1936 году три самолёта собственного производства были переделаны в санитарный и два бомбардировщика, соответственно. ; C и D позже погибли в авариях.

### Швеция
В 1934 году авиакомпания ABA: купила у KLM самолёт PH-AEG; с новым номером SE-AEB и собственным именем ”Jämtland”, он эксплуатировался до августа 1942 года и далее был передан в национальные ВВС. Там он получил обозначение типа Tp 10 (и бортовой номер 916) и состоял на вооружении с 1942 по 1944 год. Числился в разведывательном авиакрыле F11 (Нючёпинг). В октябре 1943 года отправлен на капремонт в мастерские ВВС (CVV, Centrala Verkstaden i Västerås) в Вестерос, но из-за плохого состояния и отсутствия запчастей был списан на слом.
Второй самолёт, бывший британский 5046 G-AEPU, в 1939 году приобретен компанией G.A. Flygrender, 7 апреля того же года он был переправлен в Швецию через Амстердам, Копенгаген и Торсланду. В Швеции, зарегистрированный как SE-AHA, самолет в основном летал в районе Гётеборгаа. Во время Зимней войны шведская национал-социалистическая организация Nationella Samlingen организовала кампанию по сбору средств в помощь Финляндии. На полученные деньги она купила у G.A. Flygrender вышеупомянутый F.VIII за 73.500 шведских крон и передала его Финляндии..

### Великобритания
В 1936 (по другим данным в 1937) году 2 принадлежавших KLM F.VIII с двигателем Wasp, 5043 "F" и 5046 "I" были проданы British Airways для использования на маршрутах, пересекающих Ла-Манш. Они получили номера G-AEPT и G-AEPU, соответственно. Первый служил до мая 1938 года, а второй в апреле 1939 года продан шведской компании G.A. Flygrender.

### Венесуэла
В 1937 году PH-AED компании KLM был продан правительству Венесуэлы. В апреле 1939 года под новой маркировкой YV-AFO и с собственным именем "Duif"), он использовался спасателями, и после пожара был оставлен на месте аварии. В 2001 году его обломки были найдены и вывезены командой музея Aviodrome и ныне хранятся в Нидерландах.

### Финляндия
ВВС Финляндии

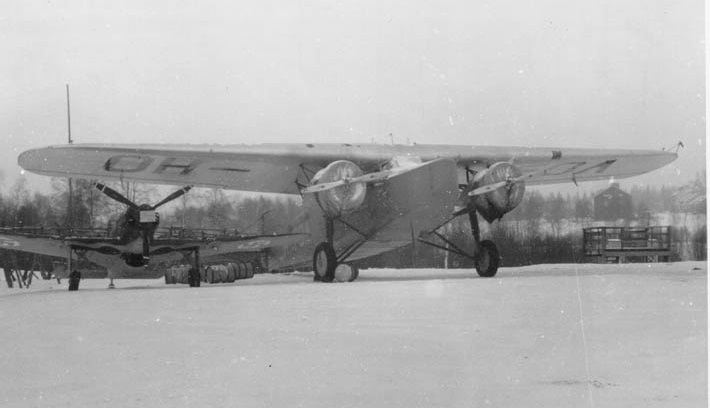
Финский самолёт OH-FOA до передачи ВВС на аэродроме Тампере-Хярмяля, ноябрь 1940 года.

Бывший шведский SE-AHA получил финскую регистрацию OH-FOA и 11 ноября 1940 года был доставлен в Финляндию. Попав в финские ВВС, он получил код FE-1. Из-за плохого состояния крыльев его нельзя было эксплуатировать, был проведен капитальный ремонт. Только 4 августа 1941 года самолёт был переведен в эскадрилью LeLv 46, в составе которой в основном использовался для перевозки раненных солдат с острова Лункула. Было совершено 10 вылетов, во время выполнения очередного, 27 сентября 1941 года самолет из-за попадания воздуха в топливную систему произошёл отказ двигателя и во время вынужденной посадки на лес самолёт разрушился. Экипаж не пострадал; данные о состоянии находившихся на борту раненых (минимум 1) отсутствуют.

## Тактико-технические характеристики (двигатель Jupiter)

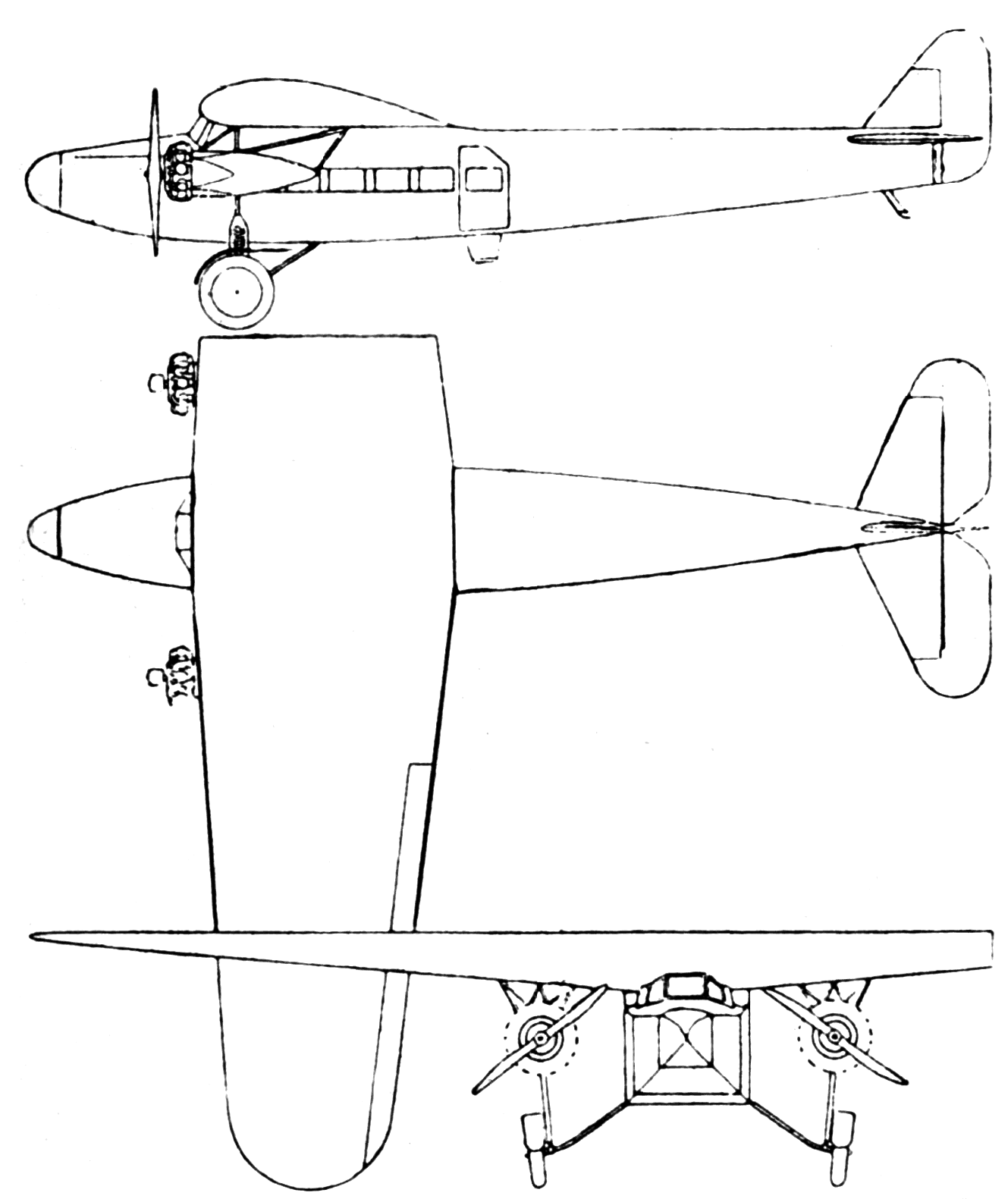
Схема самолёта Fokker F.VIII из журнала L'Air за 15 февраля 1927 года

Источник данных: de Leuuw pp 64-7

Технические характеристики
- Экипаж: 2
- Пассажировместимость: 15
- Длина: 16,8 м
- Размах крыла: 23 м
- Высота: 4,2 м
- Площадь крыла: 82 м²
- Масса пустого: 3350 кг
- Максимальная взлётная масса: 5800 кг
- Силовая установка: 2 × воздушного охлаждения Bristol Jupiter IV или лицензионный Gnome-Rhône Jupiter

Лётные характеристики
- Максимальная скорость: 140 км/ч
- Крейсерская скорость: 117 км/ч
- Практическая дальность: 700 км
- Практический потолок: 5500 м

## Эксплуатанты

### Гражданские
Нидерланды
- KLM: всего 7 самолётов: прототип H-NADU и 6 серийных H-NAED — H-NAEI.
  - KLM West-Indisch Bedrijf: PH-AED

 Венгрия
- Malert: 1 приобретенный (H-MFNA) и 3 (H-MFNB — H-MFND) построены по лицензии

 Швеция
- ABA: 1 самолёт, SE-AEB ”Jämtland” (1934-08.1942).
- G.A. Flygrender: 1 самолёт, SE-AHA (1939-40).

 Великобритания
- British Airways 2 самолёта: G-AEPT и G-AEPU.

 Венесуэла
- 1 самолёт, YV-AFO (1937-04.1939). Сгорел при аварии во время спасательной экспедиции.

### Военные
Венгрия
- ВВС Венгрии: бывшие H-MFNB — HA-FND, переделанные в санитарный и бомбардировщики.

 Швеция:
- ВВС Швеции (Tp 10): № 916 (08.1942-10.1943).

 Финляндия
- ВВС Финляндии: 1 самолёт OH-FOA / FE-1 (1940-41).

 Нидерланды
- ВВС Нидерландов: PH-OTO (формально продолжал числиться в KLM), разрушен при авианалёте.

## Аварии и катастрофы
- 22 августа 1927 года Fokker F.VIII (H-NADU с/н 4993) компании KLM, лишившись хвостового оперения, разбился близ Севенокс (графство Кент).
- 11 апреля 1928 года F.VIII H-NAEE (также KLM) пришлось совершить аварийную посадку в Нигтевехте из-за отказа двигателя[3].
- 28 марта 1938 года венгерский WM Fokker F.VIIIb (HA-FND) компании Malert разбился близ города Ньиредьхаза.
- 10 августа 1938 года ещё один F.VIII Malert HA-FNC упал во время взлёта с аэропорта Дебрецен, погибли все находившиеся на борту (3 члена экипажа и 9 пассажиров).[4]
- В апреле 1939	года F.VIII (YV-AFO "Duif"), принадлежавший правительству Венесуэлы, во время поисков экспедиции капитана Пуига, в районе Уруйен, из-за сильного ветра при посадке попал колесом в яму и загорелся.
- 10 мая 1940 года F.VIIIa (борт 951) ВВС Нидерландов разрушен при налёте Люфтваффе на аэропорт Роттердам-Ваалхавен.
- 27 декабря 1938 года на острове Урк погиб 10-летний мальчик, которого задел хвост самолёта, доставлявшего почту.